# FC Jumilla
Der Fútbol Club Jumilla, kurz FC Jumilla, war ein spanischer Fußballverein aus der Stadt Jumilla in der südostspanischen Region Murcia.

## Geschichte

### Anfänge
Bereits in den 1920er Jahren gab es in Jumilla mehrere namhafte Fußballvereine, die sich im Laufe der Jahrzehnte immer wieder auflösten bzw. fusionierten und umbenannten. Als sich im Jahre 2011 der 1975 gegründete Jumilla CF – andere Quellen orientieren sich am Gründungsjahr (1929) des ursprünglichen  Vereins – aufgrund finanzieller Probleme auflösen musste, versuchten Anhänger des Klubs, wieder einen Fußballverein in Jumilla ins Leben zu rufen. Deshalb wurden in der Folge diverse Klubs innerhalb der Federación de Fútbol de la Región de Murcia, dem regionalen Fußballverband von Murcia, näher beobachtet und analysiert. Einer der Hauptinitiatoren war Gumersindo Jiménez Ripoll, der kurz vorher noch Präsident des gerade aufgelösten Jumilla CF war.
Nachdem man bald von einigen Klubs aufgrund der komplizierten finanziellen Situation Abstand genommen hatte, konzentrierte man sich auf den Moratalla CF aus dem knapp 70 Kilometer entfernten Moratalla, der sich ebenfalls aufgrund finanzieller Probleme am Saisonende 2010/11 aufgelöst hatte und zum Zeitpunkt der Auflösung in der viertklassigen Tercera División vertreten war. Eine Saison (2009/10) in der spanischen Drittklassigkeit hatte mit zur Verschuldung des Klubs beigetragen. Jiménez Ripoll setzte sich daraufhin mit der Federación de Fútbol de la Región de Murcia in Verbindung und handelte einen Deal aus, sodass der andere finanziell angeschlagene Klub für eine nicht näher definierte Summe vorerst nur angemietet wurde. Die offizielle Gründung des FC Jumilla erfolgte dabei bereits am 20. Juni 2011, wobei auch die Vereinsfarben Blau und Weiß vom Vorgängerverein übernommen wurden. Am 26. September 2011 wurde der Verein als Ciudad de Jumilla C.F. offiziell im Registro de Entidades Deportivas von Murcia eingetragen. Der Name wurde mitunter auch gewählt, um mögliche Verwechslungen mit dem kürzlich aufgelösten Jumilla C.F. zu vermeiden. Nach der Auflösung des besagten Vereins hatte sich nicht nur der FC Jumilla gegründet, sondern auch eine Reihe anderer lokaler Vereine, wie der Jumilla Club Deportivo, der sich mit der lokalen Fußballschule Escuela Municipal de Fútbol Base Jumilla (gegründet 1998) zusammentat.
Als erster Trainer der Mannschaft, die 2011/12 noch an keinem offiziellen Spielbetrieb teilnahm, wurde Santi Verdú, der in den 1980er Jahren einige Zeit als Profi fungierte und danach einen Großteil seiner Karriere in Spaniens Drittklassigkeit verbrachte, vorgestellt. Die Mannschaft nahm unter dem Namen Moratalla Aut. Jumilla an einem inoffiziellen Turnier teil, in dem es am Ende den neunten Platz belegte. Im Jahr 2012 bezahlten die Vereinsverantwortlichen eine öffentlich ebenfalls nicht genannte Summe, um den Klub gänzlich zu erwerben und mit der Herrenmannschaft des Klubs den Spielbetrieb ab der Saison 2012/13 in der Tercera División aufzunehmen. Seit diesem Zeitpunkt tritt der Verein nun mit seinem offiziellen Namen als FC Jumilla in Erscheinung.

### Von der Viert- in die Drittklassigkeit
Bereits im ersten Saisonspiel 2012/13 fuhr der FC Jumilla unter Trainer Francisco José Onrubia gegen den 2010 gegründeten Águilas FC seinen ersten Sieg (1:0-Heimerfolg) ein. Im gesamten Saisonverlauf brachte es der Klub in 34 Ligapartien auf 21 Siege, vier Unentschieden, sowie neun Niederlagen und ein Torverhältnis von 66:35, womit man im Endklassement der Gruppe 13 auf dem vierten Tabellenplatz rangierte. Aufgrund der Tabellenposition hatte Jumilla nach dem Ende der regulären Saison die Möglichkeit, über die Aufstiegs-Play-offs der Tercera División in die nächsthöhere Segunda División B aufzusteigen. Nach einem knappen Weiterkommen gegen den Andorra CF, den man erst im Elfmeterschießen bezwang, in der ersten Runde, unterlag der FC Jumilla in der zweiten Runde dem El Palo FC klar mit einem Gesamtergebnis von 2:7 (1:2 und 1:5).
In der darauffolgenden Saison 2013/14 agierte man ähnlich ambitioniert, schaffte es im Endklassement nach 36 Meisterschaftsspielen jedoch nur auf den sechsten Tabellenplatz. Noch vor Saisonbeginn hatte Präsident Gumersindo Jiménez Ripoll seine Präsidentschaft an Blas Ruipérez Herrero abgetreten und fungierte selbst nur mehr als Vizepräsident des Vereins. Ruipérez Herrero wurde auch nach dem verpassten Aufstieg als Präsident in seinem Amt bestätigt. Neuer Trainer war in dieser Spielzeit Emilio López Belmonte. Wesentlich erfolgreicher verlief es für den Klub in der nachfolgenden Spielzeit 2014/15, in der der Klub sich ebenfalls mit der lokalen Fußballschule zusammentat. Nach 22 Siegen, sechs Remis und ebenso vielen Niederlagen rangierte die von Aquilino Lencina, einer Vereinslegende des Yeclano CF, trainierte Mannschaft in der Endtabelle mit 72 Punkten auf dem ersten Platz. Aufgrund dieser Tabellenposition musste der FC Jumilla in den Aufstiegs-Play-offs der Gruppensieger der Tercera División 2014/15 gegen einen der besagten Gruppensieger in einem direkten Duell antreten. Hierbei traf der Klub auf den 2010 gegründeten FC Ascó und bezwang diesen, nach einem 2:2-Remis im Hinspiel, im Rückspiel mit 3:2, was einen direkten Aufstieg in die spanische Drittklassigkeit bedeutete. Dadurch war der FC Jumilla zum ersten Mal in seiner noch jungen Vereinsgeschichte auch für die Copa del Rey, den spanischen Fußballpokal, qualifiziert. Im Erstrundenspiel der Copa del Rey 2015/16 unterlag Jumilla jedoch am 2. September 2015 im Estadio Municipal de Linarejos dem Verein Linares Deportivo mit 1:2, womit Jumilla bereits frühzeitig aus dem Turnier ausschied.

### Potentieller Abstiegskandidat in Liga 3
In der darauffolgenden Spielzeit 2015/16 wurde der FC Jumilla vom britischen Unternehmen Football & Management Ltd. übernommen und galt von Saisonbeginn an als potentieller Abstiegskandidat und konnte sich bis zum letzten Drittel der Saison nicht von den Abstiegsplätzen lösen. In dieser Zeit verbrauchte Jumilla mit Jordi Fabregat, Josico und Maurizio Montalti insgesamt drei Trainer in einer Saison. Unter dem letztgenannten Trainer, einem Italiener, schaffte es der Klub im Endklassement auf den 15. Tabellenplatz in der Gruppe 4 der spanischen Drittklassigkeit – punktegleich mit dem 16., Linares Deportivo, der in die Abstiegs-Play-offs musste. Mit einer Tordifferenz von −21 hatte Jumilla zudem den zweitschlechteste Tordifferenz der gesamten Gruppe. Gumersindo Jiménez Ripoll wurde in dieser Saison zum Ehrenpräsidenten des Klubs ernannt. Aufgrund der kostenintensiven Teilnahme an Spaniens dritthöchster Liga geriet Jumilla immer mehr in finanzielle Schwierigkeiten, woraufhin man sich dazu entschloss, einen neuen Eigentümer an Land zu ziehen. Dieser wurde im Juni 2016 in den beiden chinesischen Fußballkommentatoren Li Xiang und Tang Hui, die, zusammen mit ihrem argentinischen Geschäftspartner Rubén Iglesias, als neue Eigentümergesellschaft des Klubs in Erscheinung traten. Noch vor Saisonbeginn wurde Pichi Lucas als neuer Trainer des spanischen Drittligisten verpflichtet. Benito Abellán wurde Sportdirektor des Vereins. Die Eigentümer übernahmen das Präsidium: Rubén Iglesias als Präsident, Li Xiang wurde Vizepräsident und Tang Hui wurde Vorstandsmitglied.

### Neuer Aufschwung nach chinesischer Übernahme
In der Saison 2016/17 spielte sich Jumilla daraufhin rasch auf die vorderen Tabellenplätze. Das Spiel der 13. Runde gegen den Lorca FC wurde bereits im Vorfeld der Begegnung als Shanghai-Derby beworben. Grund dafür war, dass auch der Lorca FC einen chinesischen Eigentümer hatte. Der ehemalige chinesische Internationale Xu Genbao hatte den Verein im Sommer 2016 übernommen. Das Spiel, das in einem 1:1-Remis endete, wurde live auf fünf verschiedenen chinesischen Fernsehsendern, sowie im Internet ausgestrahlt, womit ein potenzielles Publikum von mehr als 300 Millionen Menschen erreicht werden konnte. Um die Begegnung noch weiter zu bewerben, wurde im Vorfeld mit dem Estadio Nueva Condomina, der über 31.000 Zuschauer fassenden Heimstätte von Real Murcia, ein großes Stadion auf neutralem Boden für dieses Spiel angemietet. Für die Besucher gab es vor Ort ein kostenloses Frühstück, sowie die Möglichkeit bei einer Verlosung ein Auto zu gewinnen. Tablets und Mobiltelefone waren weitere Anreize, um viele Besucher ins Stadion zu locken. Am Ende waren rund 12.000 Zuseher im Stadion; die Heimspiele des FC Jumilla wurden sonst nur von wenigen hundert Zuschauern besucht. In Runde 16 rutschte die Mannschaft, die über einen Großteil der bisherigen Spielzeit einen Platz unter den Top 4 der Liga belegt hatte, auf den fünften Platz ab. Jumilla konnte diese Platzierung, wie auch den sechsten Platz, über einige Spiele halten und rangierte am 25. Spieltag sogar wieder auf dem vierten Rang, ehe der Klub zum Saisonende hin immer weiter in der Tabelle abrutschte. Nachdem der FC Jumilla kein einziges seiner letzten elf Meisterschaftsspiele mehr gewonnen hatte, erreichte die Mannschaft im Endklassement lediglich den elften Tabellenplatz.

### Die beiden letzten Spielzeiten vor der Auflösung

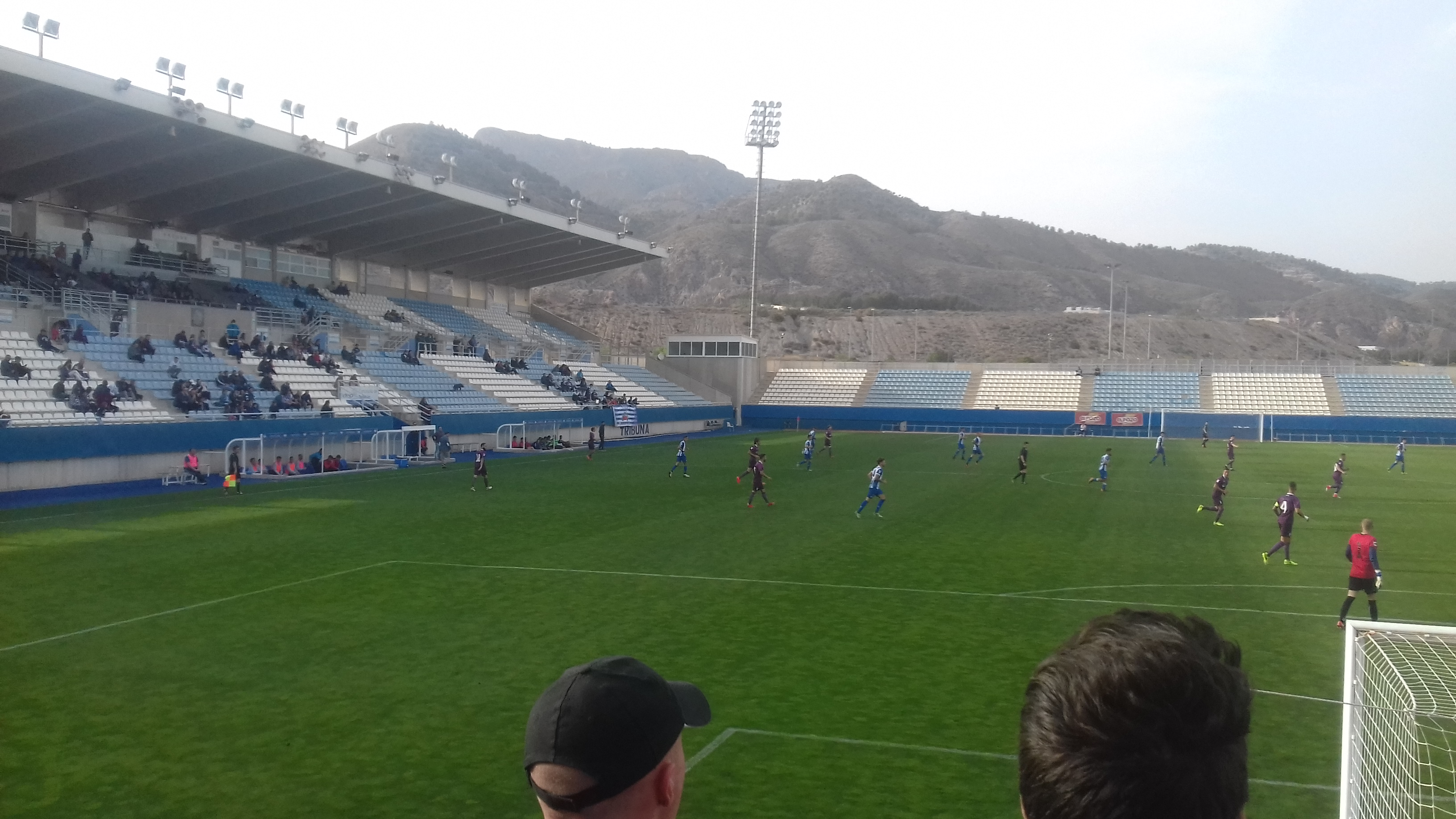
Der FC Jumilla im April 2018 auswärts gegen den Lorca FC.

Nach dieser Spielzeit übernahm Xiang Li selbst das Präsidentenamt und nahm einige personelle Veränderungen vor. So wurde unter anderem Guillermo Fernández, der zuvor für einige Monate Trainer des CE Sabadell war, als neuer Sportdirektor des Klubs verpflichtet. Da Traineramt von Pichi Lucas übernahm der einstige spanische Nationalspieler Ángel Cuéllar, der davor den CCD Cerceda trainiert und diesen erstmals in seiner Vereinsgeschichte in die Drittklassigkeit geführt hatte. Unter Cuéllar erfolgte jedoch der rasche Niedergang des FC Jumilla. Bis zur achten Meisterschaftsrunde hatte es das Team auf vier Remis und ebenso viele Niederlagen gebracht und rangierte dabei auf dem 18. von 20 Tabellenplätzen, einem Abstiegsplatz. Am 9. Spieltag übernahm daraufhin José Francisco Grao, genannt Pato, das Traineramt. Auch unter Pato blieb der Erfolg weitestgehend aus, obgleich einem ersten Sieg in Runde 10 dauerte es bis zur 14. Runde, ehe die Mannschaft weitere Siege einfahren konnte. Vom zweiten bis zum 18. Spieltag belegte das Team ausschließlich den 18. Tabellenplatz und versuchte in den Wochen danach immer wieder sich von den hinteren Tabellenplätzen zu lösen. Erst in der vorletzten Runde erreichte der FC Jumilla erstmals seit Saisonbeginn mit dem 15. Rang einen Nicht-Abstiegsplatz und konnte sich  im darauffolgenden letzten Meisterschaftsspiel noch auf den 13. Platz verbessern. Die vier Siege in den letzten vier Partien hatten ihr Wesentliches zum Klassenerhalt in der Segunda División B 2017/18 beigetragen. In den letzten fünf Meisterschaftsspielen fungierte der Sportdirektor Guillermo Fernández, nach dem Rauswurf Pacos, selbst als Trainer der Mannschaft. Am Ende entschied in der teilweise sehr dicht gestaffelten Endtabelle der direkte Vergleich über die finale Tabellenposition.

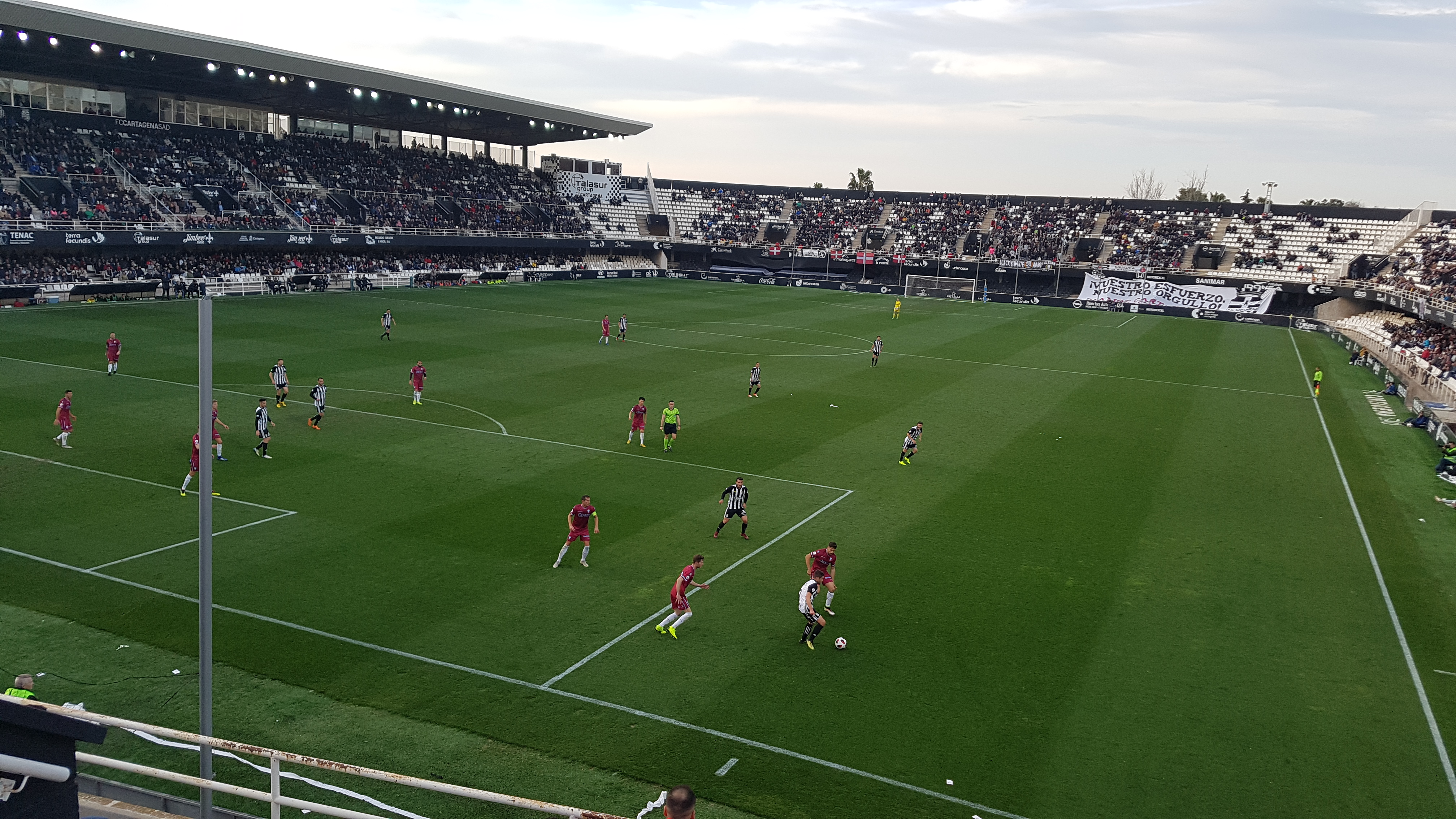
Ein Drittligaspiel des FC Jumilla, auswärts gegen den FC Cartagena im Estadio Cartagonova im Jahre 2019.

Der Portugiese Leonel Pontes wurde noch vor dem Saisonstart 2018/19 als neuer Trainer des FC Jumilla vorgestellt; bis 2017 hatte Pontes den ungarischen Erstligisten Debreceni VSC trainiert. Noch im August 2018 traf der FC Jumilla eine Vereinbarung mit den Wolverhampton Wanderers aus der Premier League, bei der die Spanier Spieler der Engländer als Leihgaben erhalten würden, um ihnen Spielpraxis in Spaniens dritter Liga zu ermöglichen. Als Gegenleistung durfte der FC Jumilla seine Trainer und weitere Mitarbeiter nach Wolverhampton schicken, damit diese dort hospitieren und Erfahrungen sammeln konnten. Die englische Erstligist schickte daraufhin sechs Spieler aus ihrem U-23-Kader nach Spanien (Will Randall, Aaron Simpson, Ryan Leak, Donovan Wilson, Boubacar Hanne und Sherwin Seedorf), sowie vier Akteure, die zu diesem Zeitpunkt bereits zum erweiterten Profikader gehörten (Ben Stevenson, Ming-yang Yang, Sylvain Deslandes und Jack Ruddy). Die restlichen Zugänge stammten vorwiegend von spanischen Klubs, jedoch kam auch ein Spieler aus Portugal, sowie einer von einem US-amerikanischen Fußball-Franchise. Über den gesamten Saisonverlauf war der FC Jumilla in der Spielzeit 2018/19 vorwiegend im Tabellenmittelfeld vertreten, rutschte jedoch im letzten Drittel der Saison immer weiter ab. Nachdem von den letzten elf Meisterschaftsspielen nur zwei gewonnen worden waren, belegte der Klub im Endklassement lediglich den 16. Tabellenplatz und musste deshalb das Abstiegs-Play-off bestreiten. Hierbei traf die Mannschaft auf Real Unión; nach einem 2:2-Remis im Hinspiel verlor Jumilla das Rückspiel mit 0:2 und musste den Weg in die Viertklassigkeit antreten.
Da der finanziell stark angeschlagene Klub es jedoch verabsäumte über Monate hinweg Gehälter auszuzahlen, erfolgte daraufhin der Zwangsabstieg in die fünftklassige Preferente. Dies führte im August 2019 zur endgültigen Auflösung des seit acht Jahren bestehenden Vereins. Laut dem Präsidenten Li Xiang lagen allein die Schulden an die Sozialversicherung bei rund 400.000 Euro. Mit ein Grund für die hohen Schulden war auch ein Gerichtsurteil aus dem Jahre 2018, das Jorge Perona, der von 2015 bis 2017 als Stürmer beim FC Jumilla unter Vertrag stand und aufgrund einer schweren Achillessehnenverletzung zum Sportinvaliden wurde, eine Entschädigungszahlung zugestand. Perona wurde aus diesem Grund von den medizinischen Gutachtern eine vollständige Sportinvalidität zuerkannt. Der FC Jumilla wurde daraufhin zu einer 80-prozentigen Beteiligung an den Entschädigungszahlungen verurteilt. Benito Abellán war zum Zeitpunkt der Vereinsauflösung Vizepräsident des Vereins.

## Trainer
- 2011–2012: Santi Verdú
- 2012–2013: Francisco José Onrubia
- 2013–2014: Emilio López Belmonte
- 2014–2015: Aquilino Lencina
- Juli 2015 bis November 2015: Jordi Fabregat
- November 2015 bis Februar 2016: Josico
- Februar 2016 bis Juni 2016: Maurizio Montalti
- Juli 2016 bis Juni 2017: Pichi Lucas
- Juli 2017 bis Oktober 2017: Ángel Cuéllar
- Oktober 2017 bis April 2018: José Francisco Grao, kurz Pato
- April 2018 bis Juni 2018: Guillermo Fernández
- Juli 2018 bis Juni 2019: Leonel Pontes

## Reservemannschaft und weitere Mannschaften
Die Geschichte der zweiten Kampfmannschaft des FC Jumilla geht auf den 1964 gegründeten Club de Fútbol Nueva Vanguardia zurück. Der CF Nueva Vanguardia, der es seit den 1990ern nie über die Fünftklassigkeit herausgebracht hatte, fusionierte im August 2015 mit dem im Jahre 2013 gegründeten Klub Espinardo Atlético, der nach einer Spielzeit in der siebenten Liga mittlerweile in der spanischen Sechstklassigkeit spielte. Zusammen übernahm man den seit der Saison 2009/10 vorwiegend im hinteren Tabellenbereich der Tercera División in Erscheinung tretenden Club Edeco PMD Fortuna, der selbst im Jahre 1987 gegründet worden war. Somit übernahm man den Platz von Edeco PMD Fortuna in Spaniens Viertklassigkeit, in der man fortan unter dem Namen Club de Fútbol Espinardo Atlético Nueva Vanguardia in Erscheinung trat.
Im Juli 2016 übernahm der FC Jumilla den zuletzt als CF Espinardo Atlético Nueva Vanguardia bekannten Fußballverein aus Murcia, ließ ihn als seine Reservemannschaft am Spielbetrieb der vierthöchsten spanischen Fußballliga teilnehmen und benannte den Verein in Nueva Vanguardia Estudiantes de Murcia Club de Fútbol, kurz Estudiantes de Murcia CF um. Im darauffolgenden Jahr wurde der Klub in Estudiantes CF umbenannt und beendete seine Partnerschaft mit dem FC Jumilla. Abermals ein Jahr später wurde die Partnerschaft mit Spaniens Drittligisten wieder reaktiviert und der Namen des Vereins erneut auf Estudiantes de Murcia CF geändert. Mit der Auflösung des FC Jumilla im Jahre 2019 endete die Partnerschaft nach einem Jahr automatisch wieder.
Neben dem Reserveteam verfügte der FC Jumilla auch über eine kleine Anzahl an Jugendmannschaften. Aufgrund der Kooperation mit der lokalen Fußballschule verfügte man über keine ausgeprägten eigenen Nachwuchsteams.

## Spielstätte
Die Heimspielstätte des FC Jumilla war das 1984 eröffnete Estadio Uva Monastrell, das bis 2018 den Namen Estadio Municipal de La Hoya trug und 3.000 Zuschauern Platz bietet. Laut anderen Angaben ist es jedoch nur 600 bis 800 Zuseher zugelassen. Der Sportplatz verfügt über ein durch eine Laufbahn umgebenes Fußballfeld und besitzt eine zwölf Reihen umfassende, überdachte Betontribüne, in deren Mitte eine Kabine für den Platzsprecher steht. Im Jahre 2010 wurde die Überdachung entfernt, jedoch bald darauf im Zuge einer generellen Renovierung und einiger Neubauten durch ein neues Dach ersetzt. Neben dem Fußball- und Leichtathletikstadion gehören zu dem als Polideportivo Municipal La Hoya bezeichneten Sportkomplex, mehrere Trainingsplätze (wovon der größere ebenfalls über eine eigene Betontribüne verfügt), Tennisplätze, drei Schwimmbecken und diverse weitere Gebäude. Das Gelände wird an der Hauptstraße, der Avenida de la Libertad, vor allem von Geschäfts- aber auch Wohngebäuden umgeben; der Großteil des Sportkomplexes wird allerdings von Bauland umgeben. Am Haupteingang des Sportkomplexes ist die Jahreszahl 1982, in der das Sportzentrum offiziell eröffnet wurde, zu lesen.